# Дарнетал
Дарнетал (фр. Darnétal) је насеље и општина у северној Француској у региону Горња Нормандија, у департману Приморска Сена која припада префектури Руан.
По подацима из 2011. године у општини је живело 9492 становника, а густина насељености је износила 1925,35 становника/km². Општина се простире на површини од 4,93 km². Налази се на средњој надморској висини од 22 метара (максималној 143 m, а минималној 13 m).

## Демографија
| 1962. | 1968.  | 1975.  | 1982.  | 1990. | 2011. |
| ----- | ------ | ------ | ------ | ----- | ----- |
| 9.995 | 11.062 | 11.765 | 10.081 | 9.779 | 9.492 |

График промене броја становника у току последњих година